# Distrikt Paucas
Der Distrikt Paucas liegt in der Provinz Huari in der Region Ancash im zentralen Westen von Peru. Der Distrikt wurde am 10. Mai 1955 gegründet. Er hat eine Fläche von 135,31 km². Beim Zensus 2017 wurden 1561 Einwohner gezählt. Im Jahr 1993 lag die Einwohnerzahl bei 2494, im Jahr 2007 bei 2048. Verwaltungssitz des Distriktes ist die 3421 m hoch gelegene Ortschaft Paucas mit 686 Einwohnern (Stand 2017).

## Geographische Lage
Der Distrikt Paucas liegt östlich der Cordillera Blanca, die einen teils vergletscherten Abschnitt der peruanischen Westkordillere bildet. Der Distrikt befindet sich im Nordosten der Provinz Huari und liegt am linken Flussufer des Río Marañón, der entlang der nördlichen Distriktgrenze verläuft. Der Río Puchca verläuft entlang der westlichen Distriktgrenze.
Der Distrikt Paucas grenzt im Südwesten an die Distrikte Anra und Uco im Westen an die Distrikte Chingas und Llamellín (beide in der Provinz Antonio Raymondi). Im Norden grenzt der Distrikt an die Distrikte Huacaybamba und Cochabamba (beide in der Provinz Huacaybamba) sowie im Osten an den Distrikt Huacchis.